# Hövels Hausbrauerei

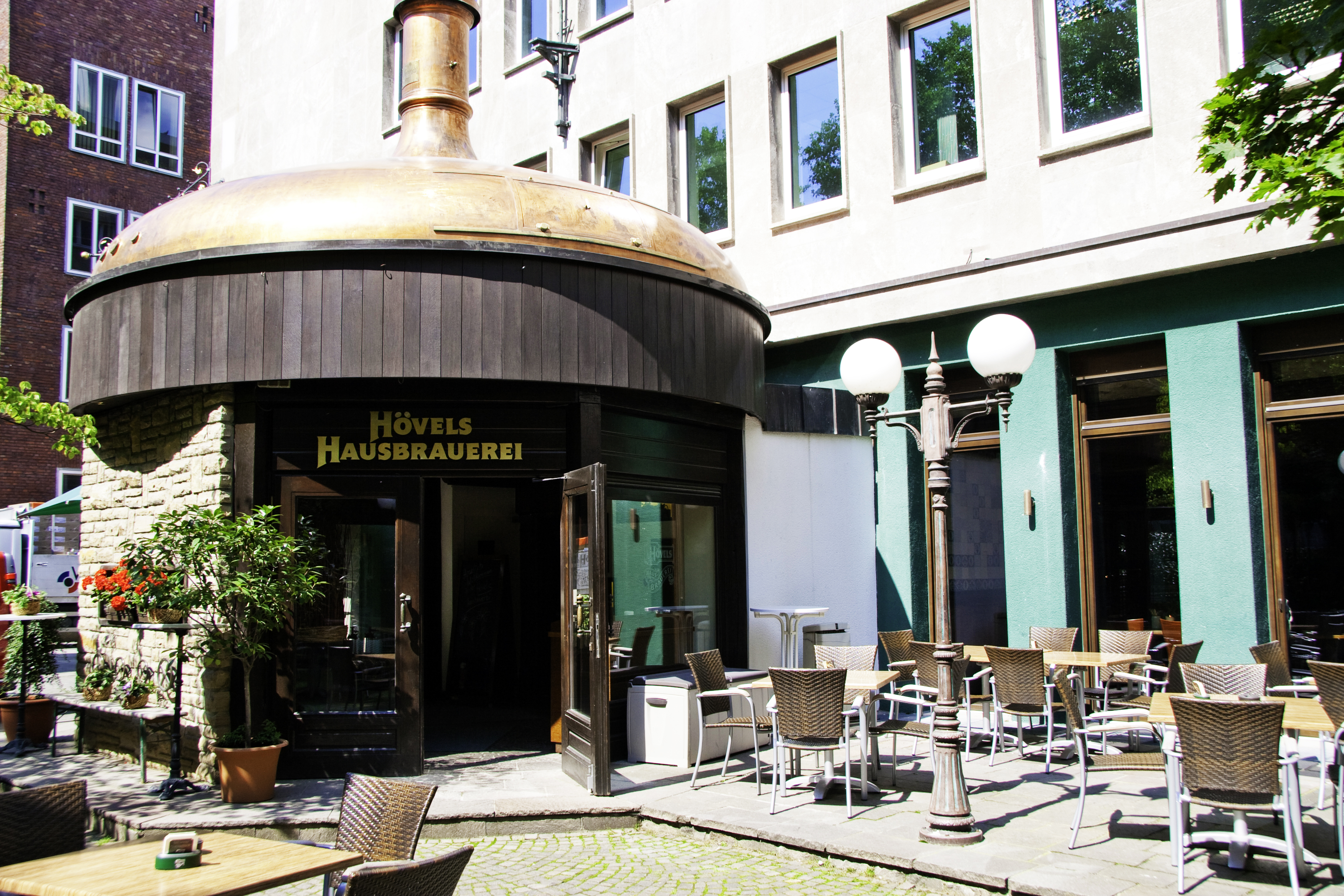
Hövels Hausbrauerei in Dortmund

Eingang der Hövels Hausbrauerei bei Nacht

Hövels Biersorten (Tastingbrett)

Größter Viktoriabecher der Welt

Die Hövels Hausbrauerei GmbH ist eine Brauerei in Dortmund, die zur Radeberger Gruppe im Oetker-Konzern gehört.

## Geschichte
Braurecht auf dem Hövel-Hof – 1518 bis 1939
So weit wie das Geschlecht „von Hövel“ ist auch die Dortmunder Brautradition geschichtlich zurückzuverfolgen. Bereits im Jahr 1518 besaß die alteingesessene Dortmunder Familie von Hövel, die viele Statthalter und Richter hervorbrachte, das Braurecht. Im Jahr 1854 wurde am Hohen Wall in der Dortmunder Altstadt schließlich von Wilhelm Freiherr von Hövel, Gustav Thier und Stadtrat Heinrich Sonnenschein die Brauerei und Mälzerei „von Hövel, Thier & Co“ gegründet (später Brauerei Thier). Errichtet wurde die Brauerei auf dem höchsten Punkt der Dortmunder Altstadt, und zwar noch innerhalb der alten Wälle und Befestigungen. Begrenzt wurde das Grundstück dabei vom Hohen Wall, der Hövel-, der Silber- und der Martinstraße. Wegweisend war im Jahr 1893 die Entwicklung eines neuen, schonenden Brauverfahrens, welches sich von den üblichen Maischverfahren durch eine besonders lange Reifezeit abgrenzte und später als Infusionsverfahren weite Verbreitung fand. Das Produkt musste jedoch 1939 aufgrund des Zweiten Weltkriegs eingestellt werden.
Wiederbelebung – 1984 bis heute
1984 eröffnete die Brauerei Thier, einem damals neuartigen Trend zur Hausbrauerei folgend, an ihrem Stammsitz ein Brauhaus, das sie nach dem früheren Mitgründer Hövel benannte: Hövels Hausbrauerei. Dabei handelte es sich um eine komplett eigenständige Brauerei, die auf eine Ausstoßmenge von 20 Hektolitern pro Sud angelegt war (Stand 2004). Die Hausbrauerei braut bis heute aktiv und bildet Bierbrauer aus.
Im Jahre 1992 wurde die Brauerei Thier, zu der auch Hövels Hausbrauerei gehörte, von der Kronen Privatbrauerei Dortmund übernommen. 1996 wurde diese ihrerseits von der Dortmunder Actien-Brauerei übernommen, die wiederum 2002 von der Radeberger Gruppe übernommen wurde, die zum Oetker-Konzern gehört.
Später begann Hövels, das Bier als Fassbier auch an andere Gastronomiebetriebe zu liefern und in Flaschen abgefüllt über den Einzelhandel zu verkaufen. Genauere Kennzahlen zur Entwicklung und den Umsatz- und Volumenanteilen wurden bisher nicht veröffentlicht; die Produktion für diesen Markt findet jedoch seit längerem überwiegend nicht in der Hausbrauerei statt, sondern in der ebenfalls zur Radeberger Gruppe gehörenden Dortmunder Actien-Brauerei in der Steigerstraße.

## Hövels Original
Das bekannteste Bier der Brauerei ist Hövels Original (früher „Hövels Original Bitterbier“). Nach Angaben des Herstellers wird es nach der überlieferten Original-Rezeptur von 1893 mit vier verschiedenen Malzsorten und Hopfenaromen gemäß dem damals entwickelten Maischverfahren und nach dem Reinheitsgebot gebraut. Das helle Gerstenmalz führt beim langsamen, schonenden Maischprozess zu einem ausreichenden, aber nicht zu hohen Vergärungsgrad. Dunkles Gerstenmalz verleiht dem Bier seine dunklere Farbe und auch Malz- und Karamell-Aromen. Weizenmalz erzeugt Weichheit im Geschmack und Röstmalz bringt Farbe und Röstaromen ein. In Verbindung mit einer speziell festgelegten Temperaturfolge bilden sich dann im Maischprozess die typischen Geschmacksnoten und Eigenschaften vom obergärigen Hövels Original heraus. Im Anschluss an den Brauprozess wird das Bier bei unter 0° Celsius gelagert. Als ein obergäriges Bier steht Hövels Original zwischen Altbier und Kölsch, dabei sieht es sich selbst als eigenständige Biersorte. Hövels Original hat einen Stammwürze-Gehalt von 12,5 %, einen Alkoholgehalt von 5,5 Vol.-%.

## Weitere Biersorten und Saisonbiere

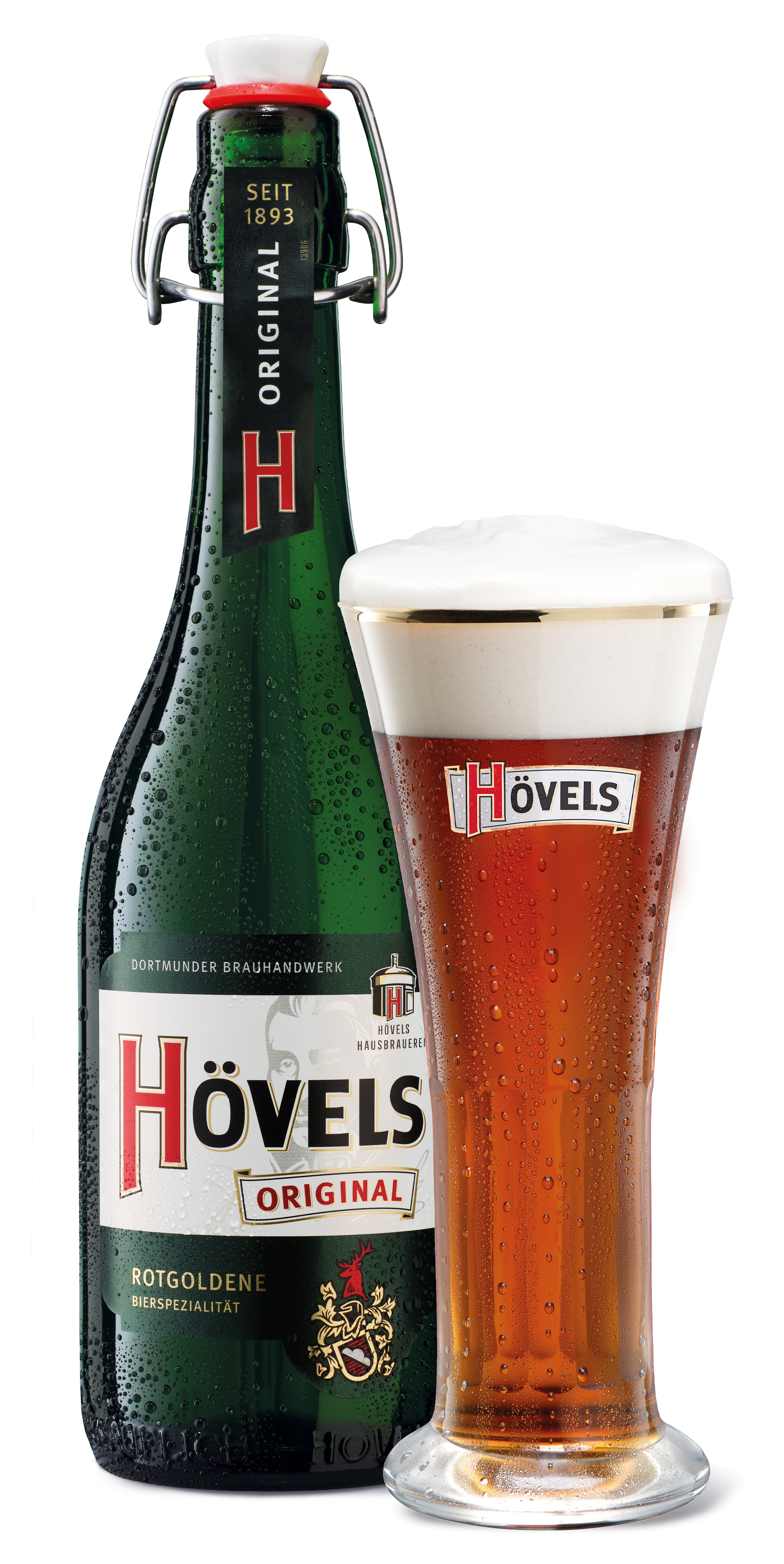
Hövels Flasche und Viktoriabecher (2022)

Riesenhaxe & Hövels Original

Neben Hövels Original gibt es verschiedene weitere Biersorten, die im Wechsel der Jahreszeiten aufleben oder neu kreiert werden, unter anderem „Zwickel“, „Kellerbier“ und „Ur-Export“. Die meisten Saisonbiere sind ausschließlich in der Hausbrauerei erhältlich.
Für die Wiedereröffnung im Jahr 1984 wurde eine neue Sorte, das Hausbräu Urtrüb, entwickelt, welches erneut zum 20. Jubiläum ausgeschenkt wurde. Im Jahr 2012 folgte mit Hövels Original naturtrüb das nächste Saisonbier, Im Februar 2017 kamen drei weitere Sorten hinzu: Hövels Hop Pale Ale, Hövels Craftbock und ein naturtrübes Kellerbier. Im Jahr 2019 wurde für den Sommer Hövels Gold und exklusiv für die Dortmunder Weihnachtsstadt, in Zusammenarbeit mit Verantwortlichen des Schaustellerverbandes, das Hövels Weihnachtsstadtbier gebraut, das auch in den Folgejahren 2020 und 2021 wieder angeboten wurde. Im Februar 2020 wurde erstmals das Hövels Rotbier und im September 2020 – als Hommage an das Ruhrgebiet – das naturtrübe, unfiltrierte Hövels Ur-Export gebraut, im März 2022 kam noch das Hövels Stout und im Oktober der Hövels Edelbock hinzu. Weitere Saisonbiere: Hövels Maibock zum Tag des Bieres am 23. April Hövels Gold, Hövels Zwickel, Hövels Fastenbier, Hausbräu Kränzchen Bier, Dortmunder Adam Bier, Winterbockbier, Weizenbier, Jubiläumsbier, Martinsbier, Hövels Festbier und Hövels Steigerbier.

## Auszeichnungen und Rekorde
Im Jahr 2009 wird Hövels Original zum offiziellen Bier der Sommelier-Union Deutschland gekürt. 2012 erklärt die Zeitschrift marlowski Hövels Original zum Bier des Monats. 2015 erhält die Dortmunder Hausbrauerei vom Feinschmecker den Titel „Die Besten der Besten“ und ist damit eines der besten von 40 ausgewählten Bierlokalen in ganz Deutschland. Bei einer der weltweit größten Bierverkostungen, dem Meiningers International Craft Beer Award, gewinnt Im Jahr 2017 Hövels Craftbock eine Goldmedaille. Die Expertenverkostung gehört zu den bedeutendsten und meistbeachteten Bierwettbewerben weltweit. Eine weitere Auszeichnung in Gold gibt es für den Hövels Craftbock vom ProBier-Club. Im Jahr 2020 wird die Hausbrauerei in die Liste „Die besten der Stadt“ aufgenommen, die der Privatsender Kabel eins in seinem Format „Abenteuer Leben“ präsentiert. Im Jahr 2023 wurde die Hövels Hausbrauerei zum wiederholten Mal mit dem Travveler’s Choice Award ausgezeichnet und liegt damit unter den Top-10-Prozent eines globalen Rankings. Mit einer Höhe von einem Meter, einem Durchmesser von 35 Zentimetern am Glasrand und einem Gewicht von rund zehn Kilogramm ist der größte Victoriabecher der Welt in der Hövels Hausbrauerei ausgestellt.

## Marke und Design
Neben dem exklusiven Glas, dem mundgeblasenen und handgeschliffenen Victoriabecher, wurde eine Flasche mit Keramik-Bügelverschluss entworfen. Das Design entspricht dem Stil der Hövels Ursprungszeit aus der Epoche des Jugendstils. Der Jugendstil prägte eine künstlerische Stilrichtung, die besonders im Kunsthandwerk, in der Architektur, in der Malerei und Grafik ihren Ausdruck fand. Das Hövels Dekor auf den Gläsern entspringt alten Aufzeichnungen und Drucksachen. Die Etiketten zeigen seit 2022 die stilisierte Hausbrauerei und das Konterfei des Gründers und Braumeisters Wilhelm von Hövel. Besucher können sich in der Hövels Hausbrauerei frisch gebrautes Hövels Bier in einem traditionellen Brausiphon abfüllen lassen.

## Gastronomie und Speisen

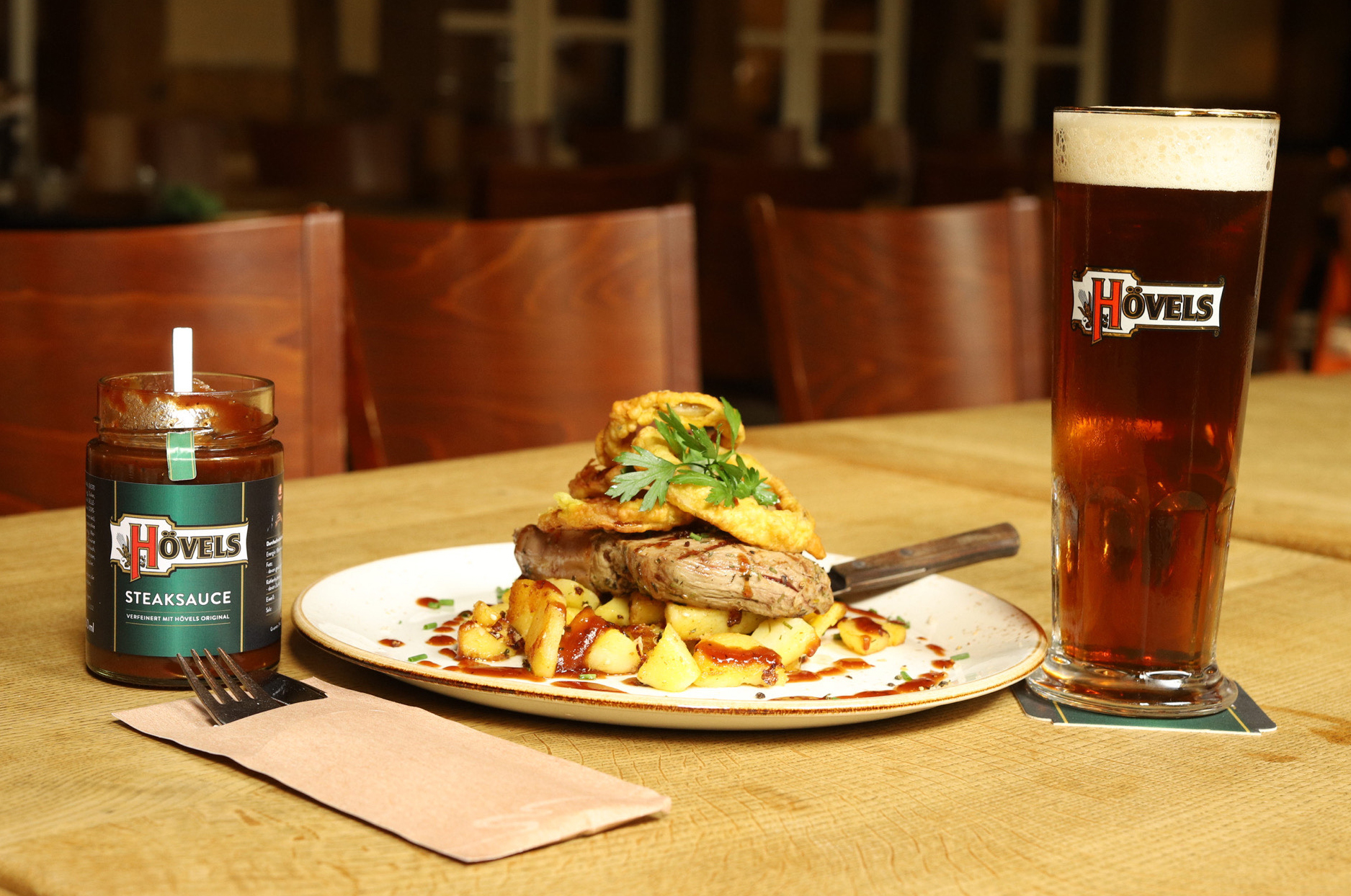
Hövels Steaksauce

Die Hövels Hausbrauerei ist nicht nur eine traditionelle Dortmunder Brauerei, sondern zugleich auch ein bekannter Gastronomiebetrieb. Das Brauhaus liegt am Dortmunder Wall, nur wenige Minuten von der Innenstadt entfernt im Gebäude der Thier-Galerie. Die Hövels Hausbrauerei verfügt über einen Schankraum, ein Geheimratszimmer, die Hövels-Stube, das Küferzimmer und einen Biergarten. Im Jahr 2018 wird die Gastronomie mit Gasträumen und Biergarten um einen Pavillon im Außenbereich erweitert. Hövels Original findet sich in ausgewählten Rezepten als Bestandteil der Speisekarte wieder.

## Besonderes
Die Kreuzfahrtschiffe AIDAblu, AIDAsol, AIDAmar, AIDAstella, AIDAprima, AIDAperla und AIDAnova haben seit 2010 jeweils eine Brauerei an Bord, in der nach Originalrezept Hövels Original und Zwickel gebraut werden. Das erste schwimmende Brauhaus der Welt gehört zur Hövels Hausbrauerei und ist eine Spezialkonstruktion für das Kreuzfahrtschiff.
Im Jahr 2013 kamen die ersten mit Hövels Bier verfeinerten Produkte auf den Markt: Hövels-Genießer-Chutney mit Zugabe von Biertreber aus der Hausbrauerei, Hövels Brot-Backmischung aus der Flasche in zwei Varianten mit Zugabe von Hövels Original, Hövels Bierbrand, Hövels Edelbrand und Hövels Biergelee. Es folgten 2014 ein Bierkäse, der seine Reife in einer Lake aus Salz und Hövels Original erreicht und 2015 Biercreme Pralinen mit Hopfen und Malz. Seit September 2017 gibt es die Hövels Steaksaucen, die mit Hövels Craftbock bzw. Hövels Original verfeinert sind. Weitere mit Hövels Original verfeinerte Produkte sind die Hövels Biersauce, der Biersenf aus der Schwerter Senfmühle und eine BBQ-Sauce. Im September 2022 kam der Hövels-Gin auf den Markt, der aus den vier Hövels-Edelmalzen mit unterschiedlichen Botanicals destilliert wurde.
Der aufwendige Brauprozess kann bei einer Brauereiführung oder einem Bierseminar live erlebt werden. Zusätzlich werden Bierverkostungen angeboten.
In der Gaststätte Wenkers am Markt, im Stammhaus von Dortmunder Kronen gelegen, werden neben Dortmunder Kronen Pils und Export auch in der Hövels Hausbrauerei gebraute Biere wie Wenkers Urtrüb (Kellerbier), Wenkers Schwarzbier und Maibock ausgeschenkt.